# Lynn Compton
Lynn Davis "Buck" Compton (31 de desembre de 1921 – 25 de febrer de 2012) va ser un jutge del Tribunal d'Apel·lacions de Califòrnia, que serví com a fiscal principal al judici de í com a fiscal principal al judici de Sirhan Sirhan per l'assassinat de Robert F. Kennedy. Entre 1946 i 1951 serví al Departament de Policia de Los Angeles. Durant la Segona Guerra Mundial serví com a oficial a la Companyia  Easy, 2n Batalló, 506è Regiment d'Infanteria Paracaigudista de la 101a Divisió Aerotransportada de l'Exèrcit dels Estats Units. Buck Compton va ser interpretat per Neal McDonough a la minisèrie de la HBO Band of Brothers.

## Joventut
Compton va ser una estrella esportiva a la Universitat de Califòrnia (UCLA), sent nomenat catxer de la Conferència Pacífica i de la selecció All-America de 1942. Entre els seus companys de beisbol estava Jackie Robinson. Es graduà en educació física. També jugà amb l'equip de futbol americà de l'UCLA a la Rose Bowl de 1943 l'1 de gener de 1943, perdent davant els Georgia Bulldogs per 9-0.

## Servei militar
Mentre que estava a UCLA, Compton participà en el ROTC, sota el Comandant de Cadets John K. Singlaub. Al desembre de 1943 s'allistà a l'Exèrcit, sent destinat a la Companyia Easy del 2n Batalló, 506è Regiment d'Infanteria Paracaigudista de la 101a Divisió Aerotransportada abans de l'operació Overlord. El Dia-D, a Brécourt Manor, Compton i d'altres, sota el comandament del tinent Richard Winters, assaltaren una bateria alemanya de quatre obusos de 105 mm que disparaven sobre Utah Beach, destruint els canons i fent que l'enemic es retirés. Compton va ser condecorat amb l'Estrella de Plata per la seva participació en l'acció. El segon episodi de la minisèrie Band of Brothers ("Day of Days") descriu aquesta acció.
El 1944, Compton va ser ferit mentre participava en l'operació Horta, el fracassat intent aliat de capturar una sèrie de ponts a Holanda i travessar el Rin i penetrar a Alemanya. Després de recuperar-se parcialment, tornà a la companyia Easy a temps per estar present al setge de Bastogne durant la batalla de les Ardenes. El gener de 1945, Compton abandonà la companyia Easy per anar a un altre destí.
Segons band of Brothers, tot i que patia peu de trinxera, el seu trasllat va ser degut a la fatiga de combat, que culminà quan Compton va veure com dos dels seus millors amics, Joseph Toye i William Guarnere, van quedar molt mal ferits per foc d'artilleria, perdent una cama cadascun.

## Després de la guerra
El 1946 rebutjà una oferta per jugar en una lliga menor de beisbol, preferint concentrar-se en la carrera de dret. A l'octubre de 1947 es casà amb Donna Newman, i la parella adoptà dos fills. Assistí a la Universitat de Dret de Loyola de Los Angeles, s'uní al Departament de Policia de Los Angeles el 1946, arribant a ser detectiu a la Divisió Central Burglary. Deixà la policia de Los Angeles el 1951 per l'oficina del Fiscal del Districte, arribant a ser cap adjunt del fiscal del districte el 1964.
Durant la seva estada a la Fiscalia portà amb èxit l'acusació contra Sirhan Sirhan per l'assassinat de Robert F. Kennedy. El 1970, el Governador Ronald Reagan el nomenà Jutge Associat del Tribunal d'Apel·lacions de Califòrnia. Es retirà el 1990, residint a l'estat de Washington fins a la seva mort.
El 2008 publicà les seves memòries, Call of Duty: My Life before, during and after the Band of Brothers. El gener del 2012 se celebrà una festa en honor de Compton pel seu 90è aniversari, a la que assistiren, entre d'altres, els actors de Band of Brothers Michael Cudlitz, James Madio, Neal McDonough, i Richard Speight Jr. McDonough va fer amistat amb Compton durant la realització de la sèrie i mantingueren posteriorment el contacte. Morgan, el fill de McDonough, té el sobrenom de Little Buck en honor de Compton.
El gener del 2012 Compton patí un atac de cor, morint el 25 de febrer. La seva esposa Donna havia mort el 1994.

## Condecoracions
Estrella de Plata
 Estrella de Bronze
 Cor Porpra
 Citació Presidencial d'Unitat amb un Manat de Fulles de Roure
 Medalla del Servei de Defensa Americana
 Medalla de la Campanya Americana
 Medalla de la Campanya Europea-Africana-Orient Mitjà amb una punta de fletxa i 3 estrelles de campanya
  Medalla de la Victòria a la II Guerra Mundial
 Medalla de l'Exèrcit del Servei d'Ocupació
 Creu de Guerra 1939-1945 amb Palma (França)
 Medalla de la França Alliberada
 Insígnia d'Infanteria de Combat
 Insígnia de Paracaigudista amb 2 estrelles de salt